# Leopold Neuhaus
Leopold Neuhaus (ur. 18 stycznia 1879 w Rotenburg an der Fulda, zm. 10 maja 1954 w Detroit) – doktor, filozof i działacz społeczny narodowości żydowskiej. Ostatni rabin mającej wielowiekową tradycję gminy żydowskiej we Frankfurcie nad Menem.
Uczył się w gimnazjum w Kassel oraz w jesziwie w Halberstadt. Ukończył w 1904 studia filozoficzne na Uniwersytecie w Berlinie, uzyskując, na podstawie dysertacji Die Reichsverweserschaft Heinrichs von Anjou, tytuł doktora. Równolegle ze studiami uczęszczał do ortodoksyjnego seminarium rabinicznego. Po jego ukończeniu został rabinem w Lęborku, a w latach 1907–1915 w Ostrowie. Był ostatnim ostrowskim rabinem mieszkającym w mieście na stałe. Uczył w tamtejszym Królewskim Gimnazjum religii mojżeszowej, udzielał się społecznie stojąc na czele kilku żydowskich towarzystw. Żona rabina, Cilly Neuhaus, przewodziła ostrowskiemu Frauenverein.
Po I wojnie światowej, w 1919 roku, przeniósł się Lipska, gdzie kierował miejscową szkołą żydowską. W latach 1926–1934 był rabinem w Mühlheim nad Ruhrą. Później przeniósł się do Frankfurtu nad Menem. Był tam rabinem, kierował założoną w 1804 roku żydowską szkołą Philanthropin, przewodził modłom podczas najważniejszych świąt żydowskich (Rosz ha-Szana, Jom Kipur) w żydowskim centrum młodzieżowym.
Po dojściu hitlerowców do władzy zdecydował się pozostać we Frankfurcie. Był tam rabinem jeszcze do 1942 roku, kiedy to wraz z żoną i tysiącem innych Żydów został deportowany do Konzentrazionslager Theresienstadt. Uwolniony został w 1945 roku.
Po uwolnieniu wrócił do Frankfurtu i już w kilka dni po przybyciu do miasta przewodniczył modłom religijnym w budynku dawnego przedszkola żydowskiego. Po wznowieniu działalności przez frankfurcką gminę żydowską został uznany przez Amerykanów za jej formalnego przywódcę. Jako rabin angażował się w pracę na rzecz materialnego wsparcia nielicznych ocalałych Żydów frankfurckich, zorganizował kuchnię dla ubogich oraz dom starców, prowadził naukę religii żydowskich dzieci. W latach 1945–1946 wydawał Mitteilungsblatt der Jüdischen Gemeinden und Betreuungsstellen (Biuletyn Gmin Żydowskich i Przychodni Lekarskich). Był ostatnim rabinem frankfurckiej gminy żydowskiej.
W 1946 wyemigrował do Stanów Zjednoczonych – od 1946 roku do śmierci pełnił funkcję rabina Detroit.